# Real Club Náutico de Estepona
El Real Club Náutico de Estepona es un club náutico español situado en Estepona, en la Costa del Sol (España).

## Historia
Fue fundado el 2 de octubre de 1957 y está dedicado principalmente a la práctica de la vela y las modalidades deportivas de motonáutica, remo, pesca y submarinismo. Tiene su sede en el puerto de Estepona, donde cuenta con 30 atraques para embarcaciones de 9 metros de eslora máxima. 
En 2007 cumplió 50 años de existencia y al año siguiente, en 2008, le fue concedido el título de Real por el rey Juan Carlos I.
- Datos: Q6101791